# 레몽 카엘벨
레몽 카엘벨(프랑스어: Raymond Kaelbel; 1932년 1월 31일, 알자스 지방 콜마르 ~ 2007년 4월 17일, 알자스 지방 스트라스부르)은 프랑스 전 축구 국가대표 선수로 1958년 월드컵에서 프랑스 국가대표팀 일원으로 참가했다.
그는 스트라스부르의 이사진을 역임하며 영면에 들기 전까지 일키르슈-그라펜스타덴에 거주했다.

## 수상
모나코
- 디비시옹 1: 1960–61
- 쿠프 드 프랑스: 1959–60

스트라스부르
- 쿠프 드 프랑스: 1965–66